# Antun Kropivšek
Antun Kropivšek (ur. 17 maja 1925 w Šentjur, zm. 12 lipca 2013 w Zagrzebiu) – jugosłowiański gimnastyk, uczestnik Letnich Igrzysk Olimpijskich w 1952 w Helsinkach. Na igrzyskach olimpijskich zajął 175. miejsce w wieloboju gimnastycznym. Najlepszym wynikiem w pojedynczej konkurencji była 48. lokata w ćwiczeniach na drążku.